# NGC 28
NGC 28 (ook wel PGC 730 of AM 0007-571) is een elliptisch sterrenstelsel in het sterrenbeeld Phoenix.
NGC 28 werd op 28 oktober 1834 ontdekt door de Britse astronoom John Herschel.